# Insuline dégludec
L'insuline dégludec est notamment commercialisée sous la marque Tresiba.

## Usage médical
Il s'agit d'une insuline à action prolongée utilisée pour traiter le diabète de type I et de type II. Elle est injectée une fois par jour en sous-cutané, les effets apparaissent dans les 90 minutes et durent plus de 42 heures Après quelques jours, il a des effets constants à toutes les heures.

## Fonctionnement
Après l'injection de l'insuline dégludec liquide dans l'hypoderme, elle y forme des dépôts filamenteux, qui vont très progressivement et de façon continue libérer des molécules d'insulines depuis leurs extrémités.

## Effets secondaires
Les effets secondaires courants sont l'hypoglycémie, les réactions allergiques, la douleur au point d'injection, les démangeaisons, les éruptions cutanées, la prise de poids et la lipodystrophie. D'autres effets secondaires peuvent inclure un faible taux de potassium. Pendant la grossesse, l'insuline NPH est préférée. Il s'agit d'une forme d'insuline fabriquée par la technologie de l'ADN recombinant et ensuite modifiée.

## Histoire
L'insuline dégludec a été approuvée pour un usage médical en Europe en 2013 et aux États-Unis en 2015, Royaume-Uni, un stylo de 300 unités coûte au NHS environ 9 livres sterling à partir de 2021. Aux États-Unis, cela le montant coûte environ 100 USD. En 2019, c'était le 168e médicament le plus couramment prescrit aux États-Unis, avec plus de 3 millions d'ordonnances, Il est également disponible en association avec le liraglutide.